# Louis d'Aubusson de la Feuillade
Louis d'Aubusson de la Feuillade (n. 30 martie1673 - d. 1725) a fost un militar francez. În 1724, cu un an înainte de moartea sa, a fost făcut Mareșal al Franței de către Ludovic al XV-lea.

## Biografie

### Origini și familie
A fost fiul contelui de la Feuillade, François d'Aubusson și al soției acestuia Charlotte de Gouffier. Tatăl său era guvernator al Dauphiné. Pe 8 mai 1692 La Feuillade s-a căsătorit cu prima sa soție, Charlotte Thérése Phélypeaux. După moartea tatălui său în 1691, devine conte de la Feuillade și guvernator al Dauphiné.

### Cariera militară
În 1688, la 15 ani intră în rândurile armatei și participă la asediul de la Philpsburg. În 1690 fondează regimentul La Feuillade și participă la bătălia de la Fleurus. După încheierea păcii prin Tratatul de la Ryswick, regimentul său este desființat.
În 24 noiembrie 1701 se recăsătorește cu fiica ministrului de război, Marie Thérèse Chamilart.
Cu 20 de batalioane și 4 regimente de dragoni, începe asediul de la Susa pe 31 mai 1704. Pe 12 iunie garnizoana orașului capitulează. 
În 1706 îl înlocuiește pe Vendôme (trimis în Flandra după bătălia de la Ramillies) la comanda armatei franceze din Italia și conduce asediul de la Torino. La 33 de ani, ambițios și arogant nu ascultă sfaturile lui Vauban și folosește o tactică de asediu diversă. După 117 zile de asediu, pe 7 septembrie, armata franceză este decimată de armatele unite ale Prințului Eugen de Savoia și ale Ducelui de Savoia.

## După Torino
După eșecul asediului de la Torino, La Feuillade este demis și în 1708 își vinde regimentul de infanterie. În 1716 devine Pair al Franței, iar în 1719 renunță la postul de guvernator al Dauphiné. Dat uitării în timpul domniei lui Ludovic al XIV-lea, pe 2 februarie 1724 este numit Mareșal al Franței de Ludovic al XV-lea. Moare la Château de Marly în 1725. Nu a avut copii.

## Legături externe
- en Louis d'Aubusson Duc de la Feuillade Arhivat în 9 noiembrie 2013, la Wayback Machine.